# Citadelle de Bayonne
La citadelle de Bayonne, baptisée « Citadelle général Georges-Bergé » le 15 septembre 1999, est un ouvrage fortifié dessiné par Vauban en 1680 et construit à la fin du XVIIe siècle, à la demande de Louis XIV qui désirait fortifier la ville de Bayonne.

## Présentation

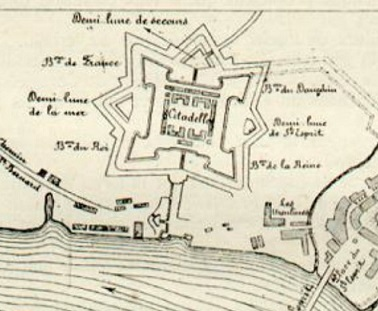
Plan de Bayonne par Vauban en 1680 : Détail de la Citadelle

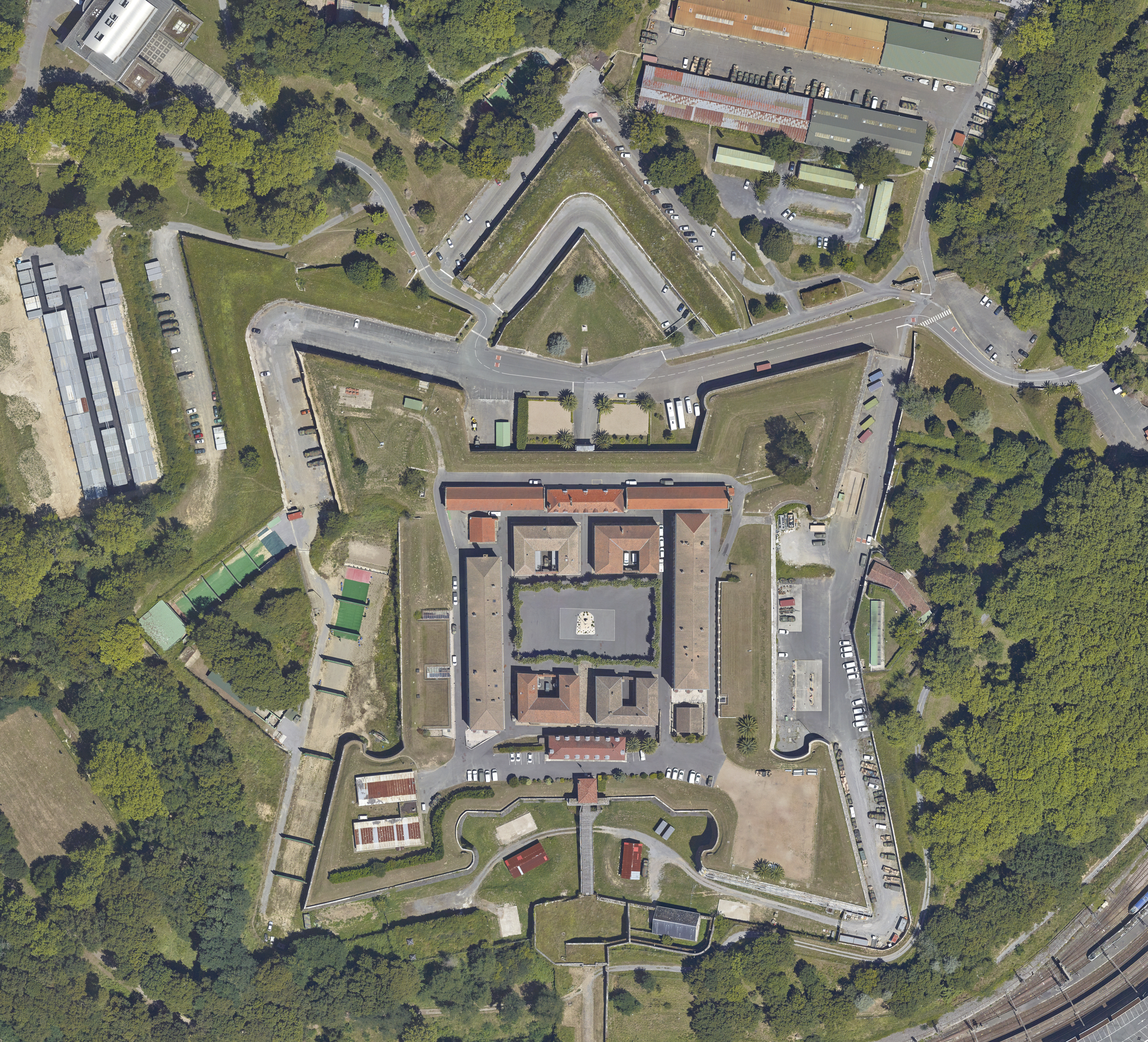
Orthophotographie de la citadelle

Elle est construite au nord de l'Adour sur une colline surplombant le quartier de Saint-Esprit.
Depuis le 12 octobre 1929, elle est inscrite aux monuments historiques de France. Elle fait partie des 22 monuments inscrits et/ou classés de Bayonne.
La citadelle comprend un carré de 480 mètres de côté avec quatre grands bastions à orillons, trois demi-lunes, des tenailles dans les fossés des courtines pour faciliter les sorties.
Actuellement, la Porte de l'Adour dite Porte Royale est fermée, son ancien poste de garde abrite des bureaux. La Porte de Secours sur la façade nord est désormais la seule entrée.
Après avoir été une prison sous la Révolution française et le Premier Empire, la citadelle est redevenue un camp militaire pour différents régiments. Le 1er RPIMa y tient garnison depuis la création de celui-ci en 1960.

## Galerie

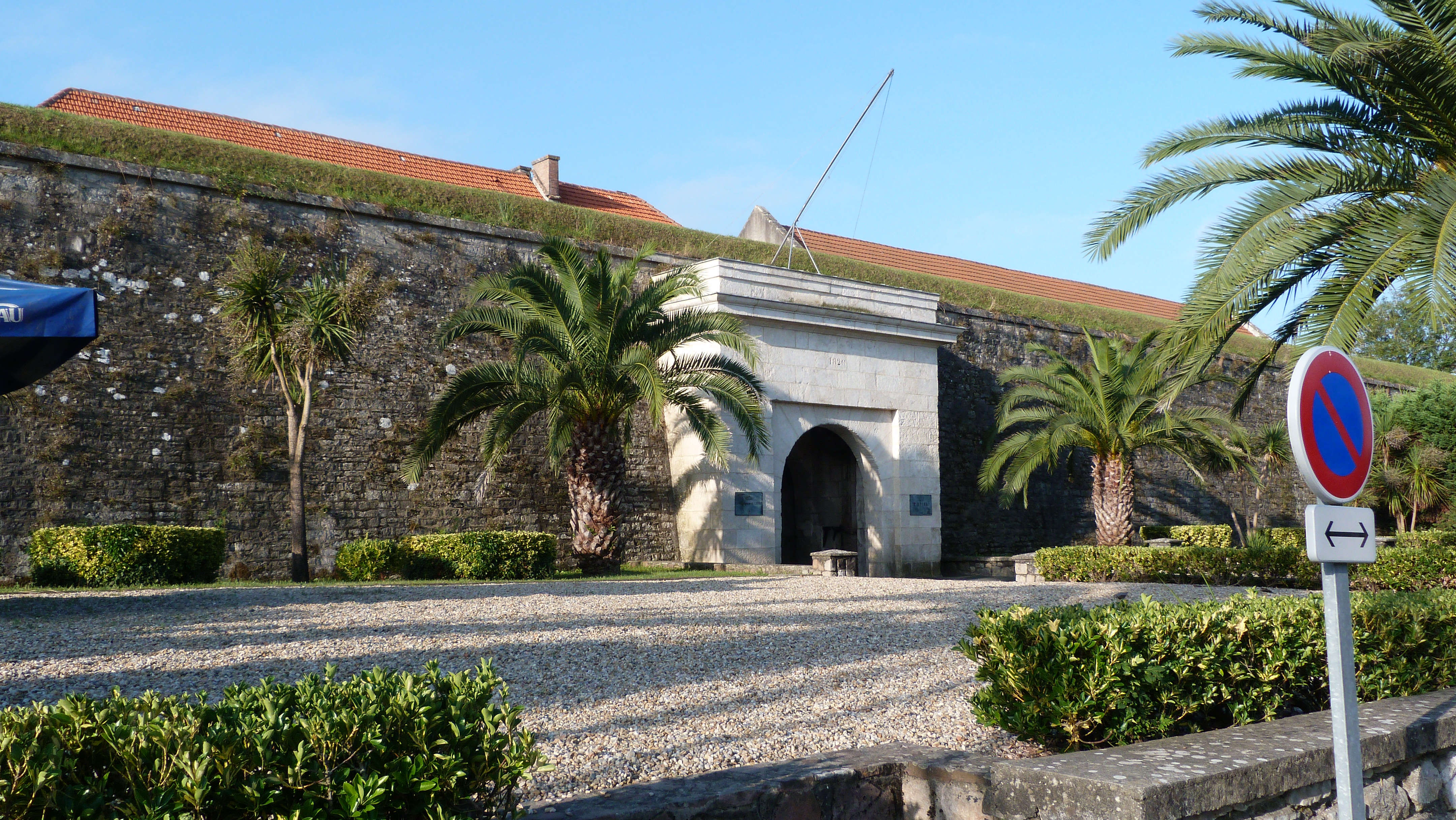
Porte de Secours sur la façade nord, actuellement unique entrée de la Citadelle
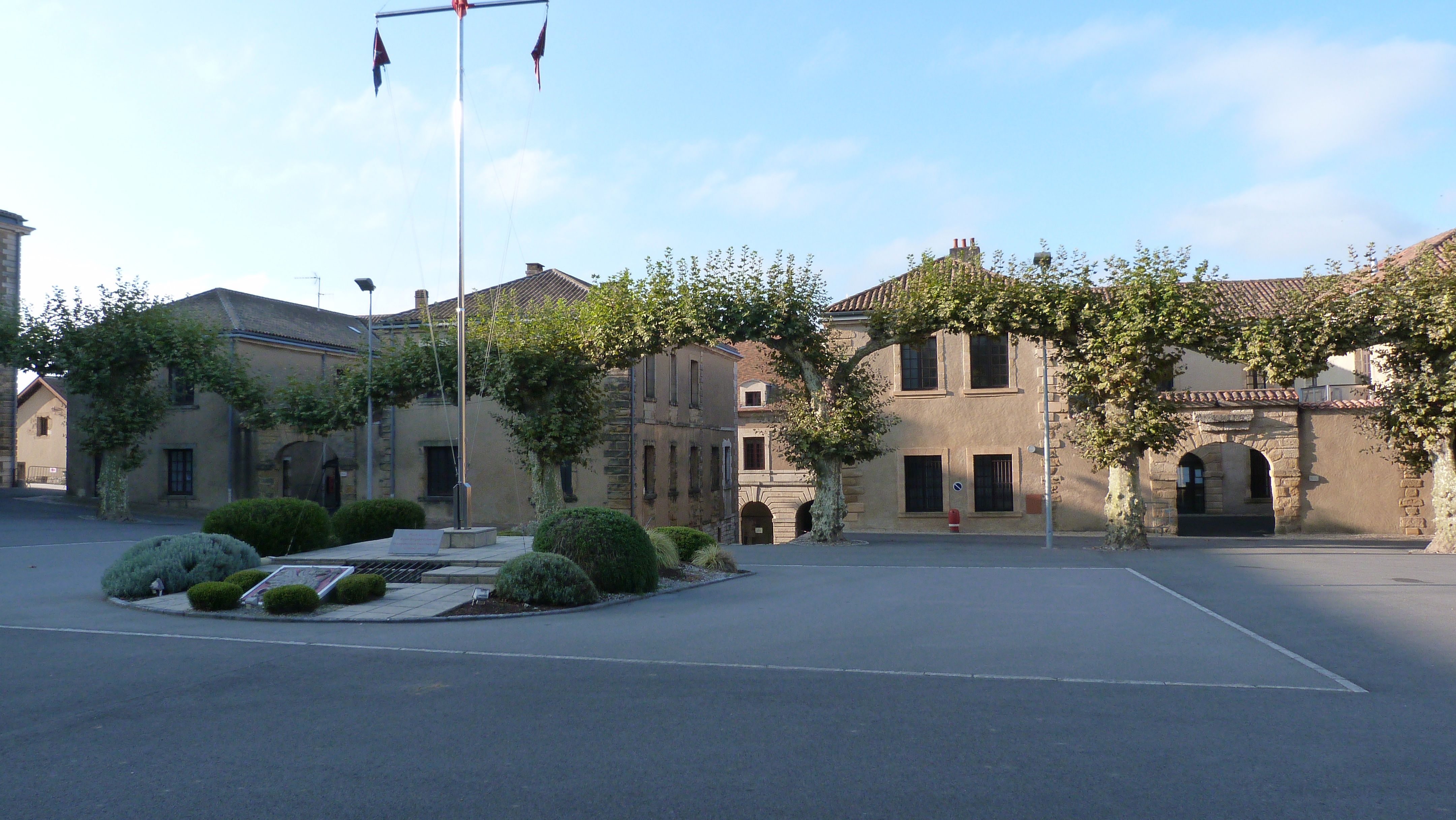
Place d'armes
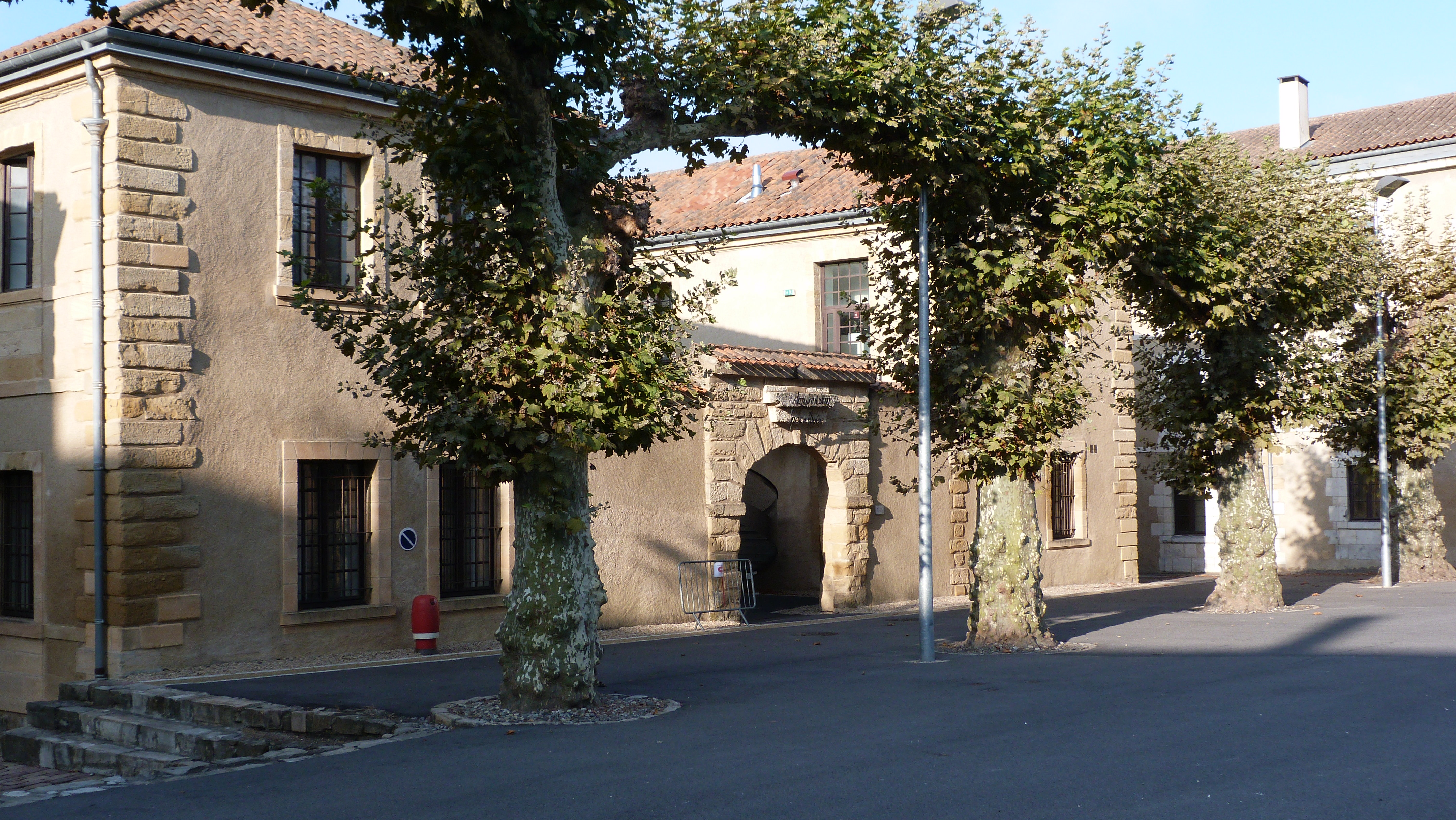
Ancien magasin à poudre
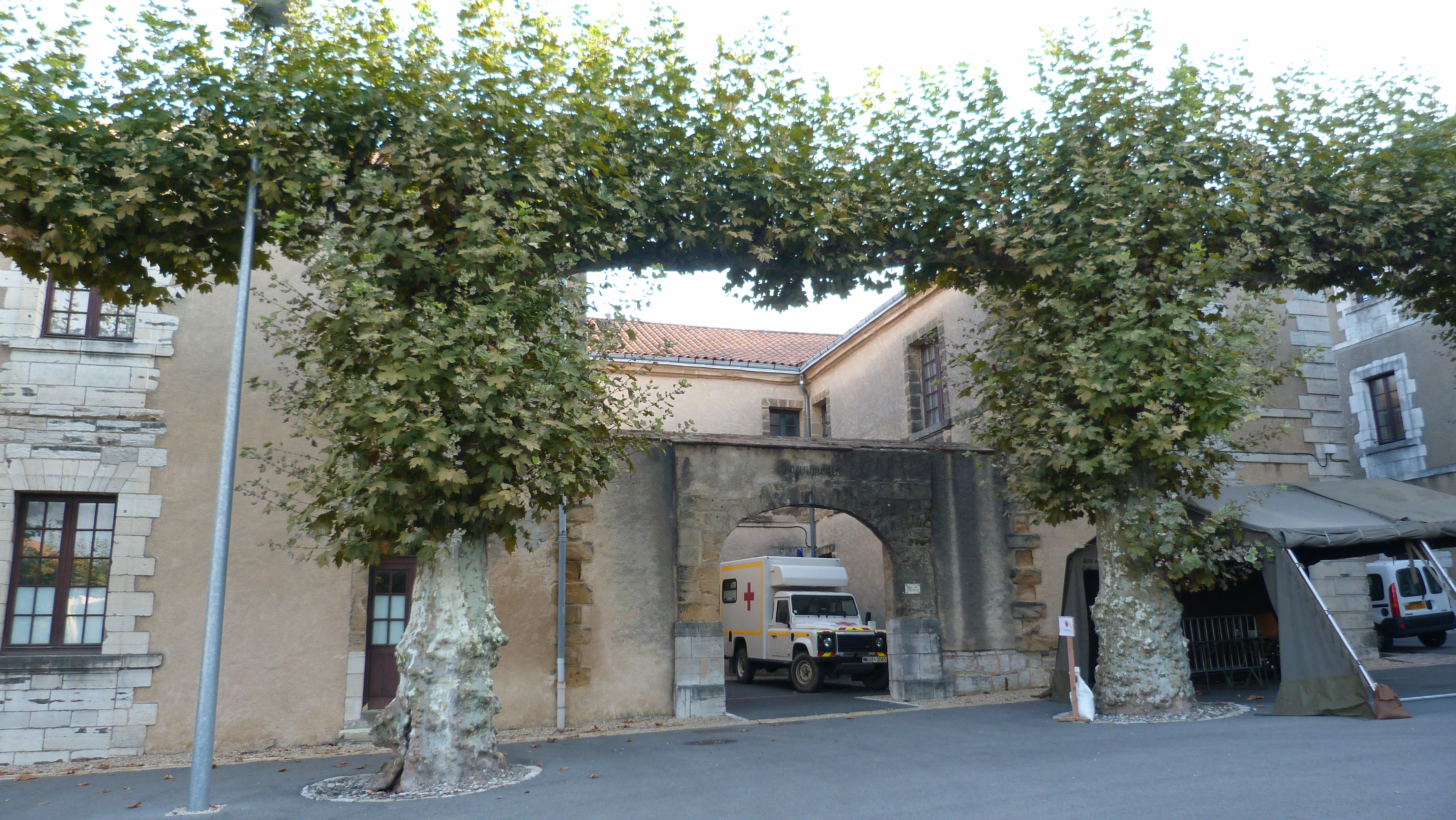
Ancienne cantine, abrite actuellement le service médical
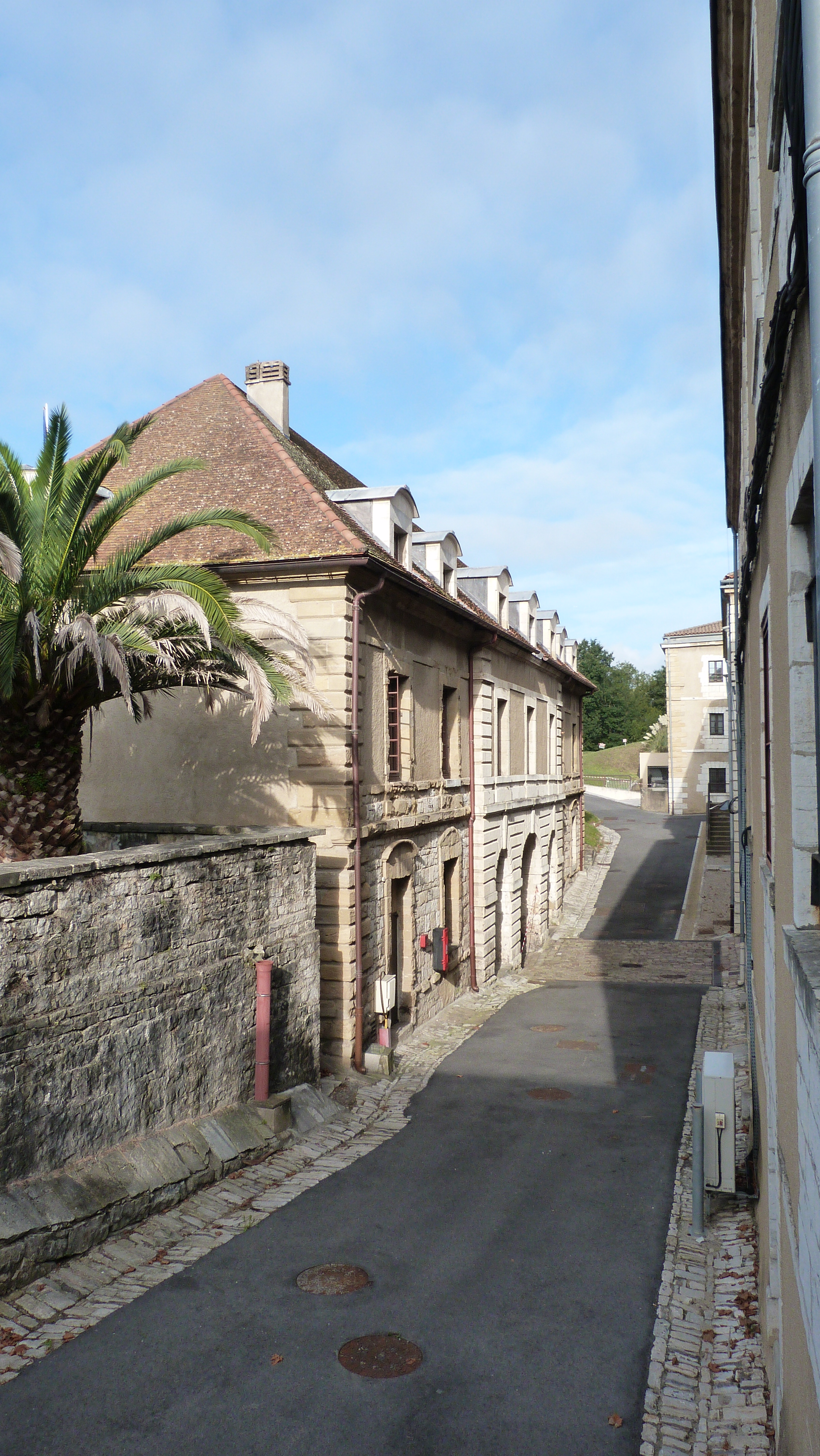
Logement du commandant, abrite actuellement un des grands services du 1er RPIMa
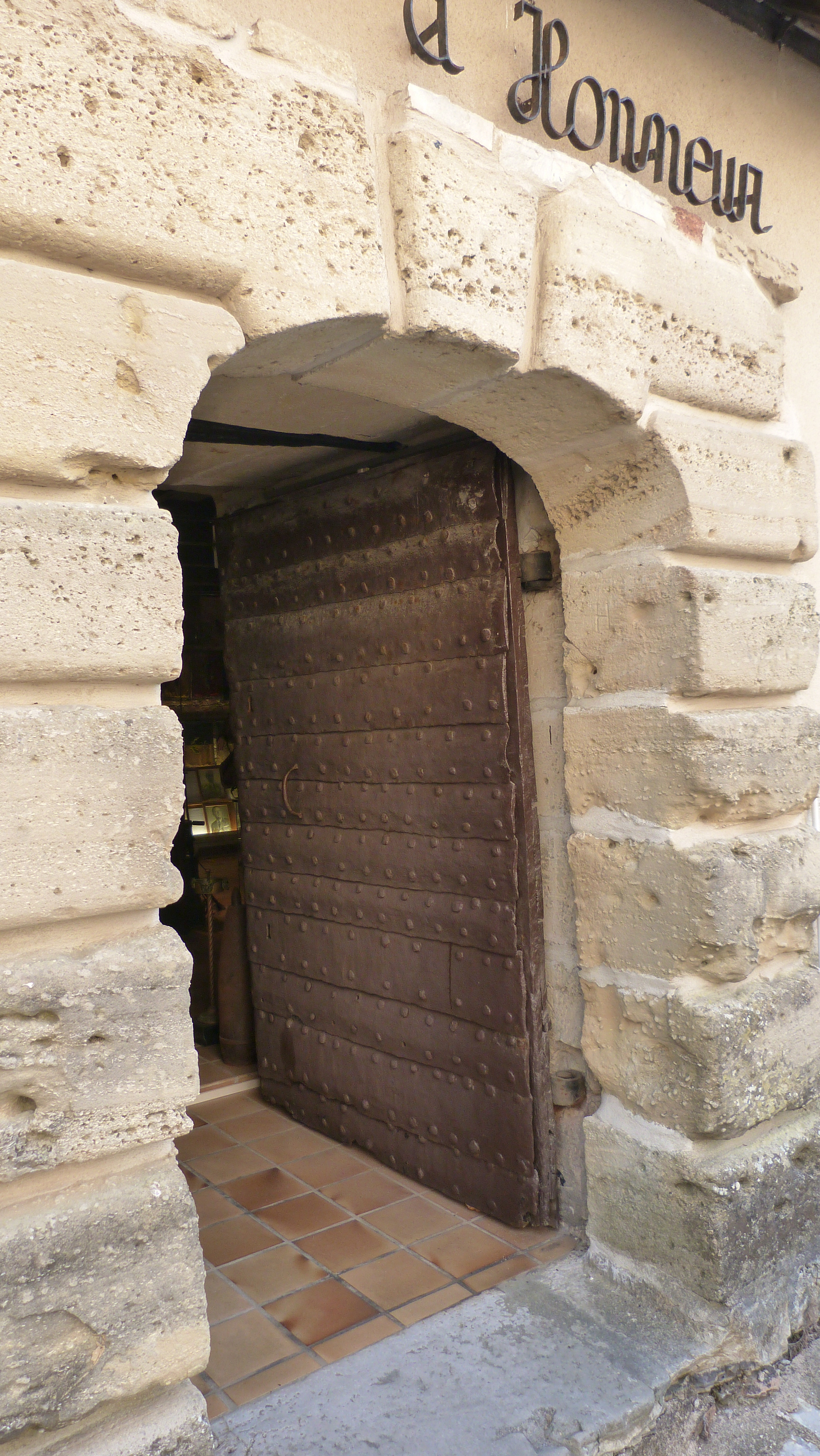
Détail de la porte de l'ancien magasin à poudre sud devenue la salle d'honneur
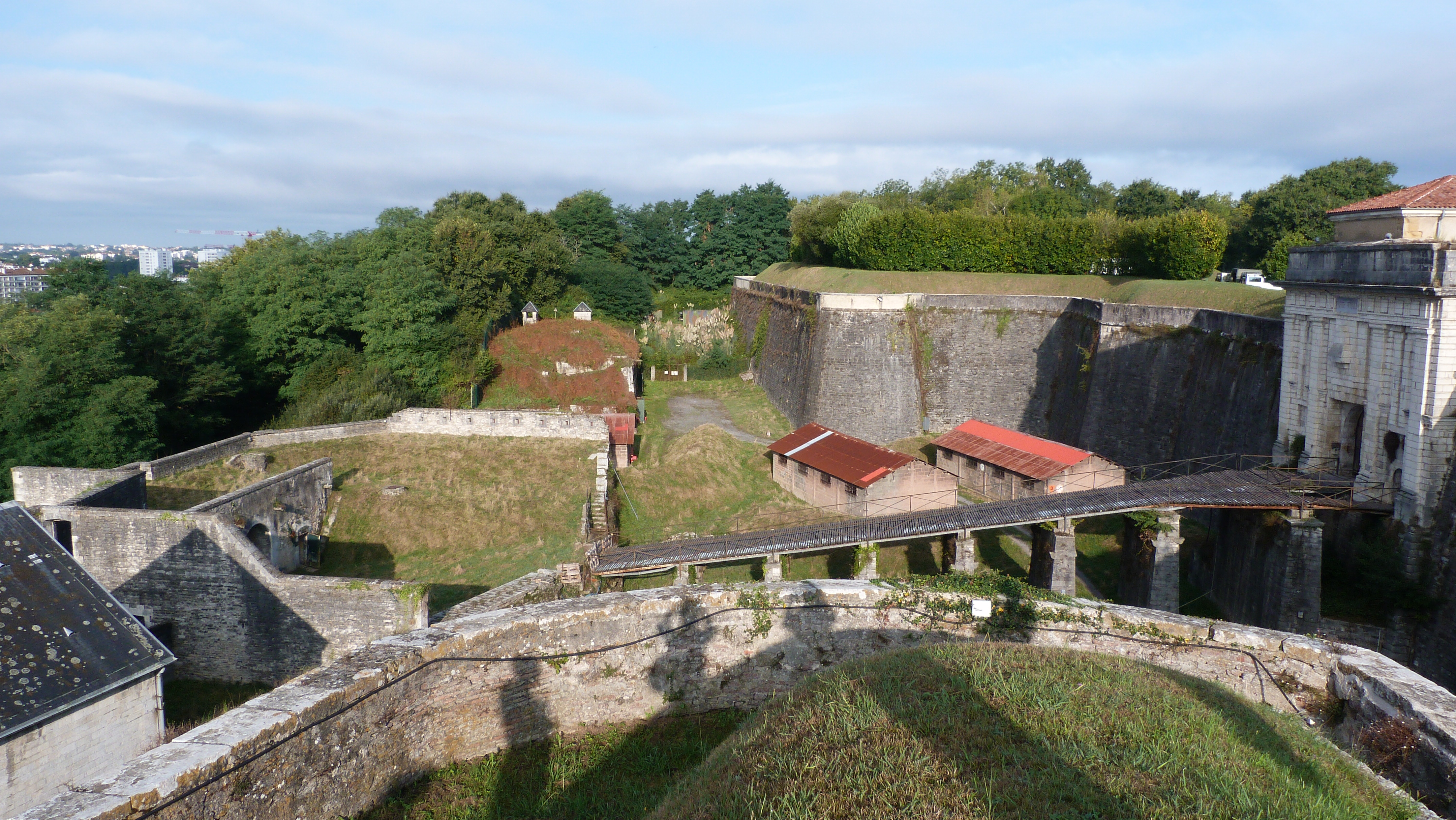
Rampe d'accès à la citadelle de Bayonne par la Porte Royale
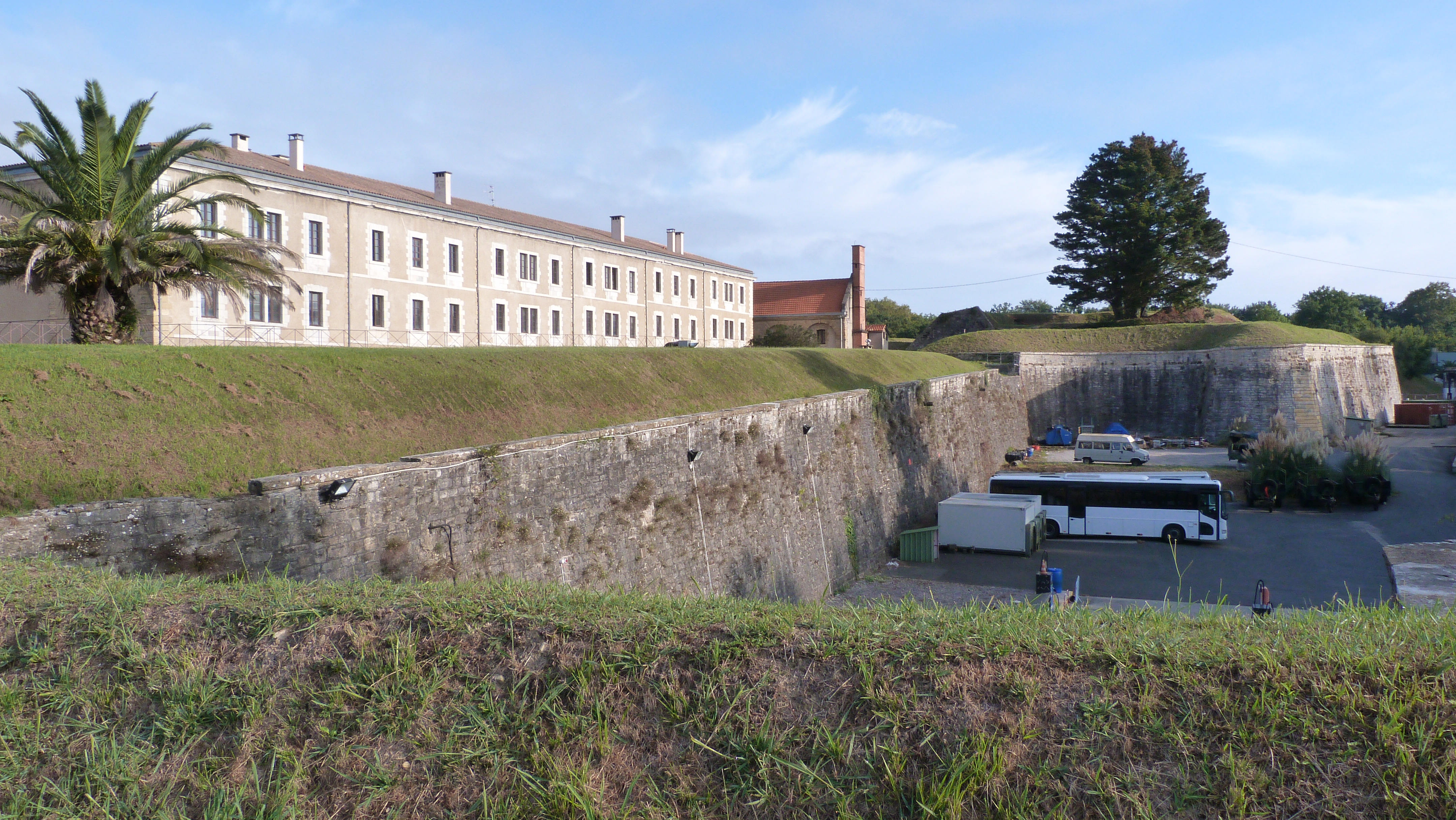
Façade est et Bastion du Dauphin
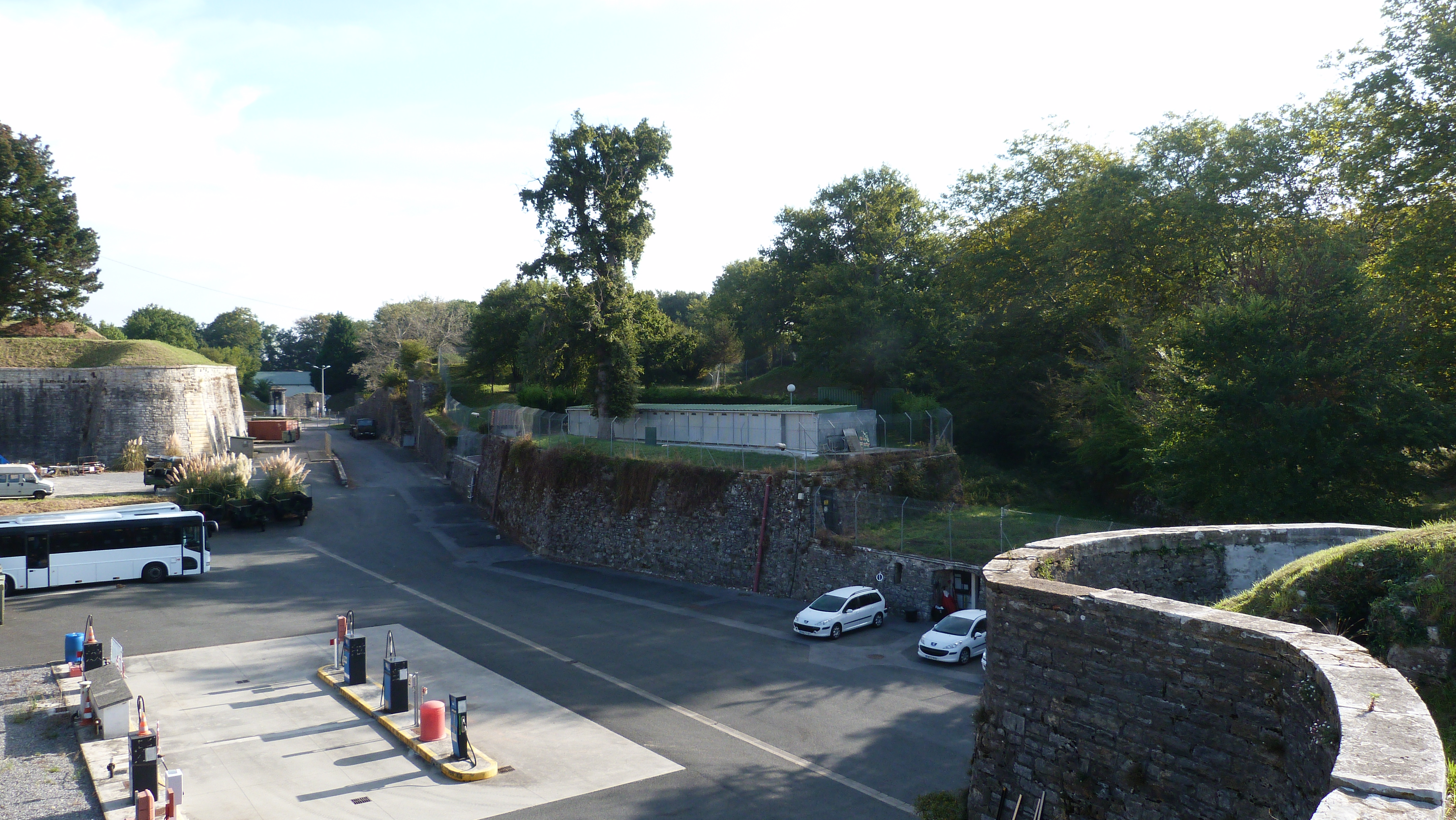
Demi-lune de Saint-Esprit (côté est), vue depuis le bastion des Pyrénées, dit bastion de la Reine
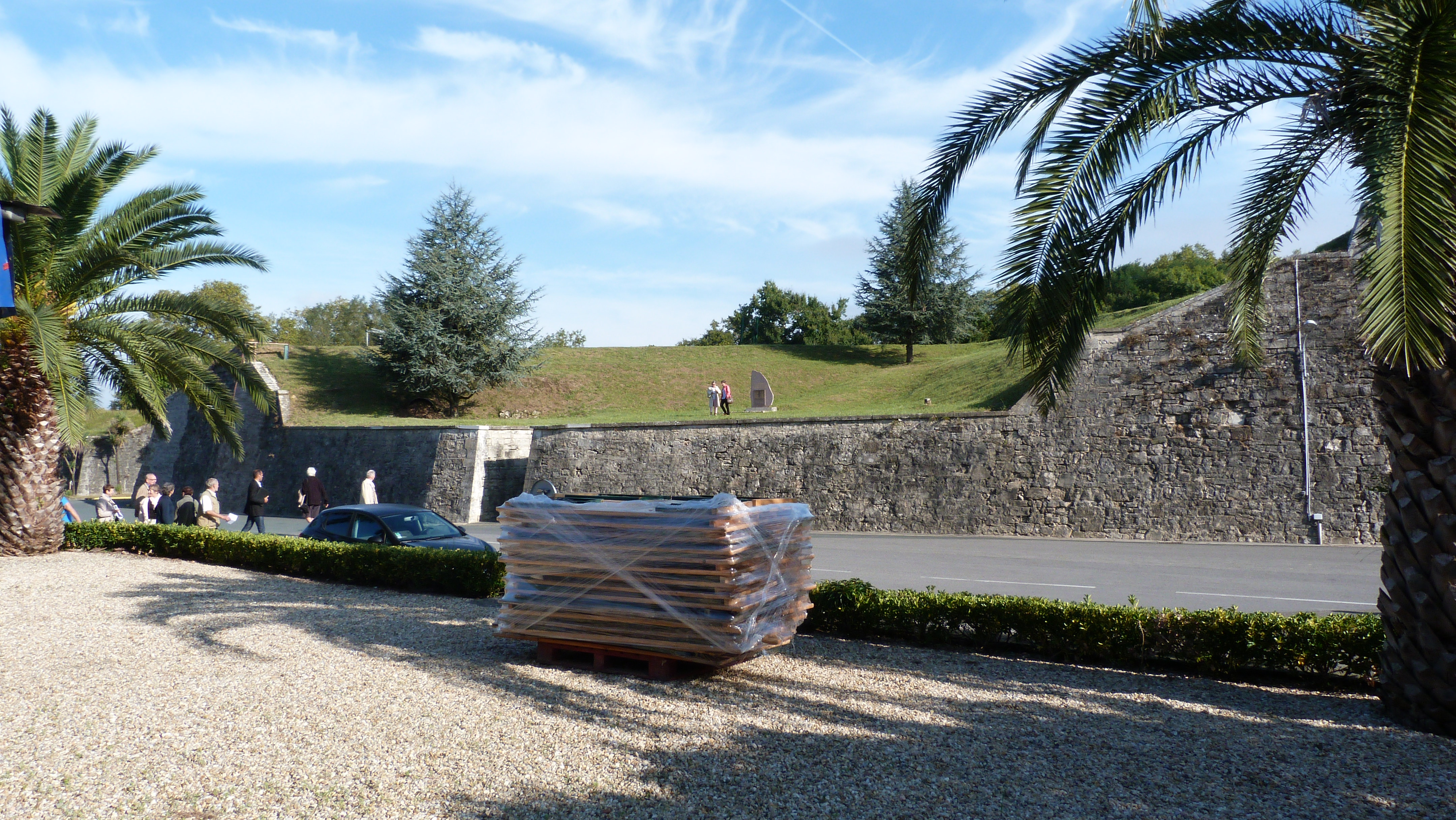
Demi-lune de Secours (nord)